# Буэно, Уго
Уго Буэно Лопес (исп. Hugo Bueno López; 18 сентября 2002, Виго) — испанский футболист, защитник английского клуба «Вулверхэмптон Уондерерс».

## Клубная карьера
Буэно — воспитанник футбольного клуба «Вулверхэмптон Уондерерс». 3 июля 2020 года подписал первый профессиональный контракт с «волками» до лета 2022 года. В августе 2021 года продлил контракт до 2023 года, с опцией продления на один год. 15 октября 2022 года в матче против «Ноттингем Форест» он дебютировал в Английской премьер-лиге. 20 ноября 2023 года Буэно подписал новый долгосрочный контракт с «Вулверхэмптон Уондерерс» до 2028 года.
13 августа 2024 года перешёл на правах аренды в нидерландский «Фейеноорд». 18 августа дебютировал в Эредивизи в гостевом матче против ПЕК Зволле.

## Международная карьера
26 февраля 2020 года Буэно дебютировал за юношескую сборную Испании (до 18 лет) в товарищеском матче против сборной Дании (2:1). 11 сентября 2023 года дебютировал за сборную Испании до 21 года.